# Стойко Вранкович
Стойко Вранкович  (хорв. Stojko Vranković; нар. 22 січня 1964, Дрниш, СФРЮ) — хорватський баскетболіст, олімпійський медаліст.

## Виступи на Олімпіадах
| Олімпіада      | Дисципліна | Місце |
| -------------- | ---------- | ----- |
| Сеул 1988      | баскетбол  | 2     |
| Барселона 1992 | баскетбол  | 2     |
| Атланта 1996   | баскетбол  | 7     |